# Dianthus purpureimaculatus
Dianthus purpureimaculatus là loài thực vật có hoa thuộc họ Cẩm chướng. Loài này được Podlech mô tả khoa học đầu tiên năm 1980.